# Qashqadaryo (provincie)
Qashqadaryo is een provincie (viloyat) van Oezbekistan.
Qashqadaryo telt naar schatting 3.070.000 inwoners op een oppervlakte van 28.400 km².

## Demografie
Qashqadaryo telt ongeveer 3.070.000 inwoners (2017).
In 2017 werden er in totaal kinderen 77.700 geboren. Het geboortecijfer bedraagt 25,4‰. Er stierven in dezelfde periode 12.600 mensen. Het sterftecijfer bedraagt 4,1‰. De natuurlijke bevolkingstoename is +65.100 personen, ofwel +21,3‰.  
De gemiddelde leeftijd is 26,9 jaar (2017). De gemiddelde leeftijd is lager dan de rest van Oezbekistan. Alleen Surxondaryo heeft een jongere bevolking. 
Andizan · Buchara · Fergana · Jizzax · Namangan · Navoiy · Qashqadaryo · Samarkand · Sirdarjo · Surxondaryo · Tasjkent · Xorazm

Stad: Tasjkent

Autonome republiek: Karakalpakstan